# 李存纪
李存纪（？—926年），后唐太祖李克用之子，生母曹氏，后唐庄宗李存勗同母弟。
同光三年（925年）十二月辛亥，诏封雅王。同光四年（926年）四月，李存纪、李存确听说郭从谦造反，杀害庄宗，逃到南山，藏在民家。唐明宗诏河南府和诸道：“诸王出奔，所至送赴阙；如不幸物故者，收瘗以闻。”藏匿李存纪、李存确的民家上告安重诲，安重诲对霍彦威说：“二王逃难，主上寻求，恐其所失。今上既监国典丧，此礼如何？”霍彦威回答：“上性仁慈，不可闻奏。宜密为之所，以安人情。”指使民家把他们杀了。
据义武军节度使王处直墓志铭，王处直第三女嫁北京留守李存纪，未知是否同一人。

## 延伸阅读
[在维基数据编辑]
 《舊五代史·卷51》，出自薛居正《舊五代史》